# Piotr Mucharski
Piotr Mucharski (ur. 29 czerwca 1959) – polski dziennikarz i publicysta, od marca 2011 redaktor naczelny Tygodnika Powszechnego.

## Życiorys

### Tygodnik Powszechny
W Tygodniku Powszechnym pracuje od 1988 roku. Przez wiele lat był zastępcą naczelnego pisma u boku ks. Adama Bonieckiego MIC. Kiedy w grudniu 2010 ogłoszona została decyzja prowincjała zgromadzenia marianów, nakazująca Bonieckiemu przejście na emeryturę z zamieszkaniem w domu zakonnym w Warszawie, Mucharski został wybrany na jego następcę. Formalnie objął stanowisko w marcu 2011 roku.
Inaczej niż większość redaktorów naczelnych czasopism opiniotwórczych nie zdecydował się na pisanie artykułów wstępnych do kolejnych numerów Tygodnika – jest to wciąż domeną ks. Bonieckiego, obecnie tytułowanego redaktorem seniorem. Mucharski łączy stanowisko naczelnego „TP” z funkcją kierownika działu kulturalnego.

### Telewizja i książki
Mucharski przez wiele lat współpracował także z Telewizją Polską, gdzie wspólnie z Katarzyną Janowską prowadził cykle wywiadów Rozmowy na koniec wieku, Rozmowy na nowy wiek i Rozmowy na czasie. Znaczna część tych rozmów ukazała się również w formie książkowej. Innym wspólnym projektem Mucharskiego i Janowskiej była książka Innego końca świata nie będzie, będąca wywiadem-rzeką z Barbarą Skargą. Współpracował także z Kamilem Durczokiem, czego owocem były dwie książki: Wygrać życie, opowiadająca o walce Durczoka z chorobą nowotworową, oraz Krótki kurs IV RP, stanowiącą zbiór wywiadów z politykami, socjologami i politologami.
Równolegle do pracy dziennikarskiej, Mucharski zajmował przez wiele lat stanowisko dyrektora artystycznego Międzynarodowego Festiwalu Literatury im. Josepha Conrada w Krakowie, organizowanego m.in. przez Fundację Tygodnika Powszechnego.

### Nagrody i wyróżnienia
Jest laureatem Wiktora w kategorii najlepszy program telewizyjny, a także Nagrody im. Dariusza Fikusa. Obie nagrody otrzymał wspólnie z Katarzyną Janowską w 2001 roku, za programy realizowane przez nich dla TVP.